# Uropelia
Uropelia is een geslacht van vogels uit de familie duiven (Columbidae).

## Soorten
Het geslacht heeft slechts één soort:
- Uropelia campestris – Campoduif